# Luci Escriboni Libó (pretor)
Luci Escriboni Libó (en llatí: Lucius Scribonius Libo) va ser un magistrat romà. Era probablement fill del tribú de la plebs del 216 aC Luci Escriboni Libó. Formava part de la gens Escribònia, i era de la família dels Libó, d'origen plebeu.
Va ser nomenat pretor l'any 204 aC, i va rebre la peregrina jurisdictio i la província de la Gàl·lia.